# Mistrzostwa Rosji w rugby
Mistrzostwa Rosji w rugby – najwyższa w hierarchii liga męskich ligowych rozgrywek rugby w Rosji. Zmagania toczą się cyklicznie (co sezon) systemem kołowym, jako mistrzostwa kraju i przeznaczone są dla rosyjskich klubów rugby. Triumfator zostaje mistrzem Rosji.

## Medaliści Mistrzostw Rosji
| Sezon     | 1 miejsce                | 2 miejsce                 | 3 miejsce                 |
| --------- | ------------------------ | ------------------------- | ------------------------- |
| 1992      | Krasnyj Jar Krasnojarsk  | WWA-Podmoskowje           | RK Nowokuźnieck           |
| 1993      | WWA-Podmoskowje          | Krasnyj Jar Krasnojarsk   | Fily Moskwa               |
| 1994      | Krasnyj Jar Krasnojarsk  | WWA-Podmoskowje           | Biest-Zwiezda Kaliningrad |
| 1995      | Krasnyj Jar Krasnojarsk  | Biest-Zwiezda Kaliningrad | WWA-Podmoskowje           |
| 1996      | Krasnyj Jar Krasnojarsk  | RK Penza                  | WWA-Podmoskowje           |
| 1997      | Krasnyj Jar Krasnojarsk  | RK Penza                  | Sibtiażmasz Krasnojarsk   |
| 1998      | Krasnyj Jar Krasnojarsk  | WWA-Podmoskowje           | RK Penza                  |
| 1999      | Sibtiażmasz Krasnojarsk  | Krasnyj Jar Krasnojarsk   | WWA-Podmoskowje           |
| 2000      | Krasnyj Jar Krasnojarsk  | Jenisiej-STM Krasnojarsk  | RK Penza                  |
| 2001      | Krasnyj Jar Krasnojarsk  | Jenisiej-STM Krasnojarsk  | WWA-Podmoskowje           |
| 2002      | Jenisiej-STM Krasnojarsk | Krasnyj Jar Krasnojarsk   | WWA-Podmoskowje           |
| 2003      | WWA-Podmoskowje          | Jenisiej-STM Krasnojarsk  | Krasnyj Jar Krasnojarsk   |
| 2004      | WWA-Podmoskowje          | Jenisiej-STM Krasnojarsk  | Krasnyj Jar Krasnojarsk   |
| 2005      | Jenisiej-STM Krasnojarsk | WWA-Podmoskowje           | Krasnyj Jar Krasnojarsk   |
| 2006      | WWA-Podmoskowje          | Krasnyj Jar Krasnojarsk   | Jenisiej-STM Krasnojarsk  |
| 2007      | WWA-Podmoskowje          | Jenisiej-STM Krasnojarsk  | Sława Moskwa              |
| 2008      | WWA-Podmoskowje          | Sława Moskwa              | Jenisiej-STM Krasnojarsk  |
| 2009      | WWA-Podmoskowje          | Jenisiej-STM Krasnojarsk  | Krasnyj Jar Krasnojarsk   |
| 2010      | WWA-Podmoskowje          | Jenisiej-STM Krasnojarsk  | Krasnyj Jar Krasnojarsk   |
| 2011      | Jenisiej-STM Krasnojarsk | Krasnyj Jar Krasnojarsk   | WWA-Podmoskowje           |
| 2012      | Jenisiej-STM Krasnojarsk | Krasnyj Jar Krasnojarsk   | WWA-Podmoskowje           |
| 2013      | Krasnyj Jar Krasnojarsk  | Jenisiej-STM Krasnojarsk  | WWA-Podmoskowje           |
| 2014      | Jenisiej-STM Krasnojarsk | Krasnyj Jar Krasnojarsk   | WWA Saracens              |
| 2015      | Krasnyj Jar Krasnojarsk  | Jenisiej-STM Krasnojarsk  | WWA Saracens              |
| 2016      | Jenisiej-STM Krasnojarsk | Krasnyj Jar Krasnojarsk   | WWA Saracens              |
| 2017      | Jenisiej-STM Krasnojarsk | Krasnyj Jar Krasnojarsk   | WWA Saracens              |
| 2018      | Jenisiej-STM Krasnojarsk | Krasnyj Jar Krasnojarsk   | WWA Saracens              |
| 2019      | Jenisiej-STM Krasnojarsk | Krasnyj Jar Krasnojarsk   | Sława Moskwa              |
| 2020/2021 | Jenisiej-STM Krasnojarsk | Lokomotiw Penza           | Krasnyj Jar Krasnojarsk   |
| 2021/2022 | Jenisiej-STM Krasnojarsk | Lokomotiw Penza           | WWA-Podmoskowje           |
| 2022/2023 | Lokomotiw Penza          | Jenisiej-STM Krasnojarsk  | Krasnyj Jar Krasnojarsk   |